# Cmentarz benedyktynek w Toruniu
Cmentarz benedyktynek w Toruniu (również nazywany cmentarzem na Winnicy) – nieistniejący cmentarz wyznania rzymskokatolickiego w Toruniu, znajdujący się u zbiegu ul. Lubickiej i ul. Winnica.
Cmentarz powstał najprawdopodobniej w 1667 roku, krótko po objęciu kościoła św. Jakuba oraz folwarku z gruntem na Winnicy przez benedyktynki. Zakon otrzymał majątek po zburzeniu klasztoru benedyktynek przez wojsko szwedzkie w 1656 roku. Na cmentarzu chowano wyłącznie siostry zakonne ze zgromadzenia benedyktynek, po 1811 roku również osoby świeckie. W latach 30. XIX wieku władze wojskowe wykazały nakaz zamknięcia cmentarza katolickiego, w celu przygotowania miejsce pod budowę fortu św. Jakuba. Cmentarz został zlikwidowany w 1837 roku, zastąpił go katolicki cmentarz św. Jakuba. Formalnie cmentarz nie został zlikwidowany. W latach 1859 i 1912 dokonywano bezskutecznych prób ponownego otwarcia cmentarza przez parafię św. Jakuba. Na pocz. XX wieku jego powierzchnia wynosiła 0,38 ha. Obecnie nie zachowały się żadne ślady po cmentarzu.